# Карцово (Торжокский район)
Карцо́во — деревня в Торжокском районе Тверской области. Относится к Мошковскому сельскому поселению. До 2006 года входила в состав Булатниковского сельского округа.
Находится в 27 км к югу от города Торжка на правом берегу реки Рачайна.
Население по переписи 2002 года — 33 человека, 17 мужчины, 16 женщин.

## История
В 1859 году во владельческой деревне Карцово 14 дворов, 121 житель.
В конце XIX-начале XX века деревня Карцово относилась к Загорскому приходу Мошковской волости Новоторжского уезда Тверской губернии. В 1884 году в деревне 37 двора, 204 жителей.
Во время Великой Отечественной войны деревня была оккупирована в конце октября 1941 года. За два месяца (конец октября-конец декабря 1941 г.) немцы создали здесь опорный пункт своей обороны. Восточнее линия фронта проходила по реке Рачайне, а на запад от Карцово отходила от реки. Здесь 22 декабря 1941 года 220-я стрелковая дивизия 39-й Армии Калининского фронта начала наступление и с боями освободила деревню Мишутино. Опасаясь окружения, враг оставил Карцово.

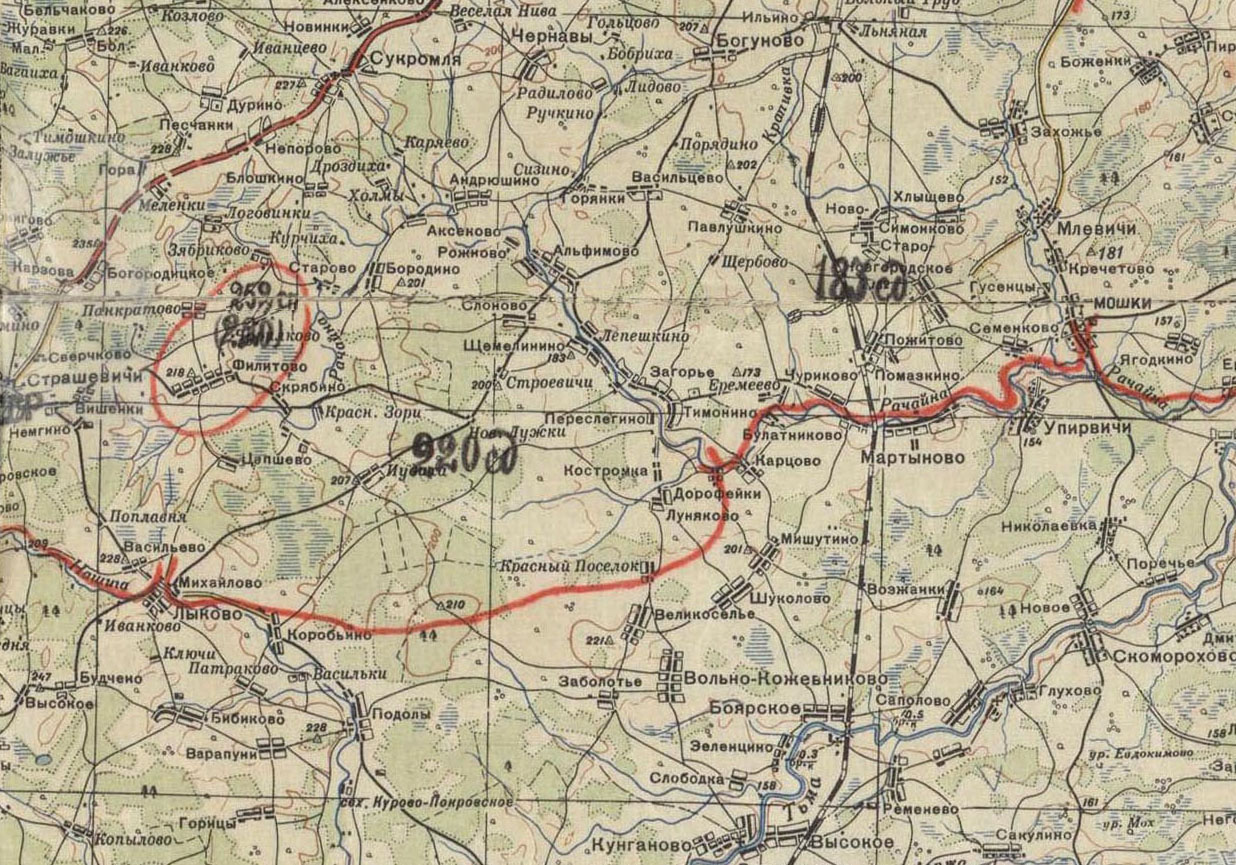
Линия фронта в районе Карцово в декабре 1941 года.

В 1997 году — 17 хозяйств, 35 жителей. Отделение колхоза им. Ф. Э. Дзержинского.